# Курка з рисом по-хайнаньськи
Ця стаття про страву. Згадується у фільмі англ. Rice Rhapsody 2004 року.
Курка з рисом по-хайнаньськи (Курка Хайнань) — страва з курки та приправленого рису, подається під соусом чилі і з кабачками. Страва була створена іммігрантами з Хайнані на півдні Китаю і вдосконалена з гайтанської страви курки Венчанг. Вважається однією із національних страв Сінгапуру і найчастіше асоціюється із сінгапурською кухнею, але її також готують у всій Південно-Східній Азії, особливо в Малайзії.

## Історія
Курка з рисом по-хайнаньськи — страва, ранніх китайських іммігрантів родом з провінції Хайнань на півдні Китаю. В його основі — відома хайнанська страва під назвою курка Венчанг, яка є однією з чотирьох важливих страв Хайнану, що відносяться до династії Цінь. Хайнаньці в Китаї традиційно використовували для виготовлення страви специфічну породу, курей Венчанг. Оригінальну страву було адаптовано хайнанським китайським населенням Китаю в районі Наньян (нинішня Південно-Східна Азія).
Майже в кожній країні Азії, яка має історію імміграції з Китаю, є свій варіант страви. "Страва відображає 150-річну еміграцію з острова Хайнань Китаю … до Сінгапуру та Малайзії, де страва часто називається курячим рисом Хайнань; до В'єтнаму, де його називають Хай Нам курка і до Таїланду, де він був перейменований на khao man gai «жирна рисова курка».

### У Сінґапурі
У Сінгапурі страва народилася з ощадливості, створеної емігрантами класу слуг, які намагалися розтягнути смак курки.
Перші курячі рисові ресторани відкрилися в Сінгапурі під час японської окупації у Другій світовій війн і, коли англійці були витіснені, а їхні хайнеські слуги втратили джерело доходу. Одним з перших був «Yet Con», який відкрився на початку 1940-х років. Страва була популяризована в Сінгапурі в 50-х роках Мо Лі Лі Тві, чий ресторан з курячим рисом Swee Kee працював з 1947 по 1997 рік. Новини телеканалу Аннет Тан Анті приписує Ван Іюаану за те, що він «приніс страву» до Сінгапуру в 1920-х роках.
Курячий рис по-хайнаньськи є однією з національних страв Сингапуру. Цю страву їдять «всюди, щодня» в Сінґапурі вона є «всюдисущим видовищем» у туристичних центрах по всій країні.
Хоча найчастіше асоціюється з сингапурською кухнею, страва також зустрічається по всій Південно-Східній Азії та в частинах США. Страва широко популярна в Сінгапурі і його можна знайти в більшості кав'ярень та фуд-кортів.

### Суперечка щодо походження
У дебатах, що тривають десятиліттями до 1965 року, коли дві країни розпалися, і Малайзія, і Сінгапур висунули претензії на винахід страви.
У 2009 році міністр туризму Малайзії Єна Єна (англ. Ng Yen Yen) заявила, що курячий рис був «унікально малайзійським» і був «викрадений» іншими країнами. Єна Єна пізніше уточнила, що вона неправильно сформулювала намір патентувати їжу, і що буде проведено дослідження про походження продуктів, «і вибачення, якщо це було неправильно заявлено».
У 2018 році міністр фінансів Малайзії Лім Гуан Енг (англ. Lim Guan Eng) пожартував, що Сінгапур стверджує, нібито "курячий рис — це їх і, якщо ми не будемо обережні, «одного дня» char koay teow «стане їхнім».

## Визнання
Кетрін Лінг із CNN назвала курячий рис Хайнану одним із «40 сінґапурських страв, без яких ми не можемо жити». Він був зазначений як один із «50 найкращих продуктів у світі» від CNN у 2018 році. Девід Фарлі з BBC назвав цю «страву, варту 15-годинного польоту», і сказав, що це «оманливо просто — що це добре, бо на папері це звучить жахливо нудно». Журнал Аромат (англ. Saveur) назвав це «одним з найулюбленіших кулінарних експортів Південно-Східної Азії».

## Варіації

### Сінгапур

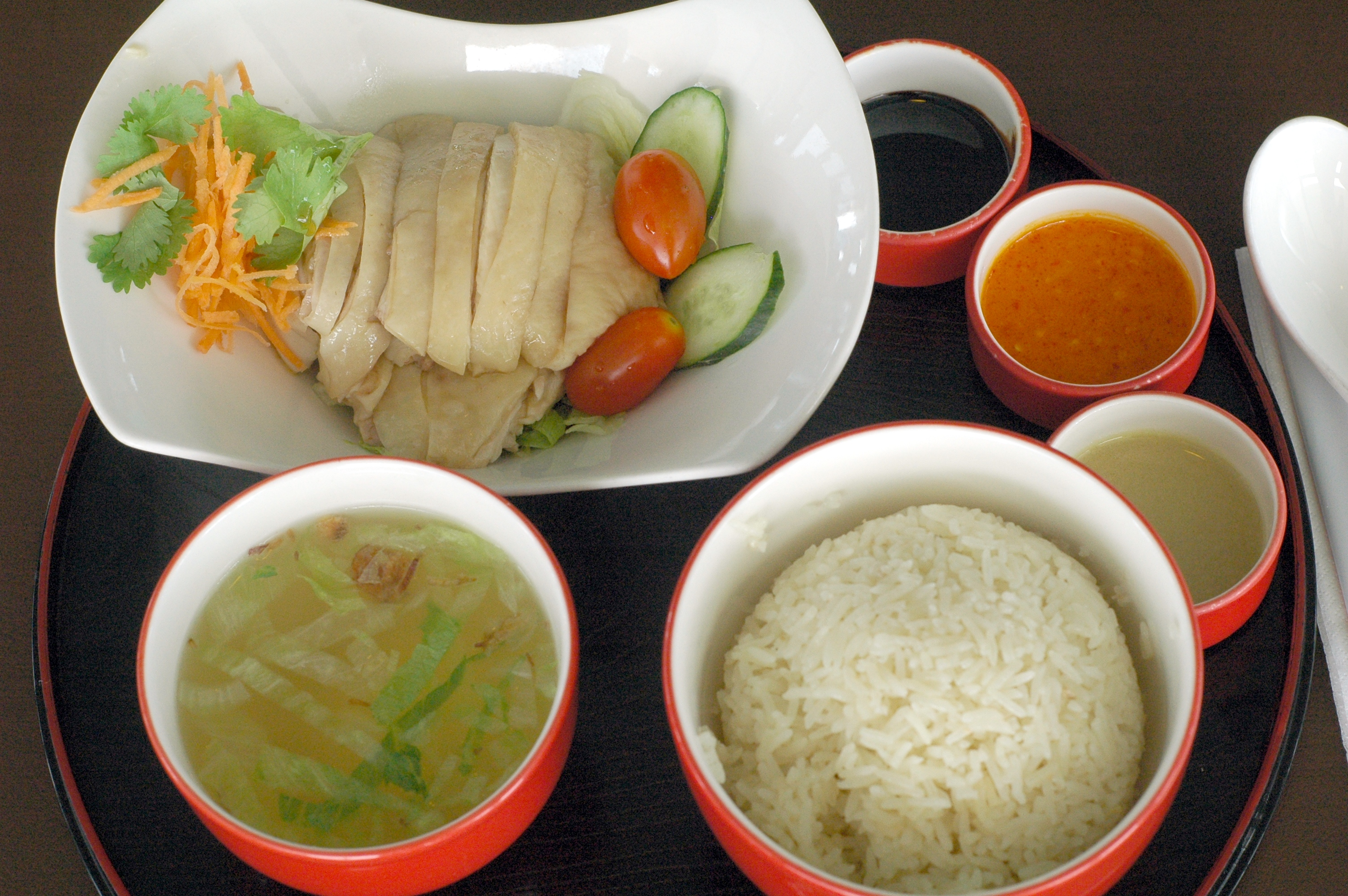
Курка з рисом по-хайнаньськи в Chatterbox, Meritus Mandarin

Курячий рис по хайнаньськи в Chatterbox, Meritus Mandarin Курка готується відповідно до традиційних хайнаньських методів, які передбачають пашотування всієї курки при низькій температурі кипіння, щоб готувати птицю і виробити запас. Після приготування птаха занурюють у лід, щоб одержати желе, і висушують насухо.
Частину жиру із рідиною, а також листя імбиру, часнику та пандану використовують при приготуванні рису, отримуючи жирний ароматний рис, який іноді називають «жирним рисом». У Сінґапурі «найважливішою частиною курячого рису є не курка, а рис».
Страва подається із соусом із закваски зі свіжомеленого червоного перцю та часнику, зазвичай супроводжується темним соєвим соусом та свіжомеленим імбиром. Свіжий огірок, відварений в курячому бульйоні, легкий соєвий соус зі шматочком кунжутного масла подається разом з куркою, яку зазвичай подають при кімнатній температурі. Деякі кіоски також можуть служити nonya achar в якості додаткової сторони.

### Малайзія

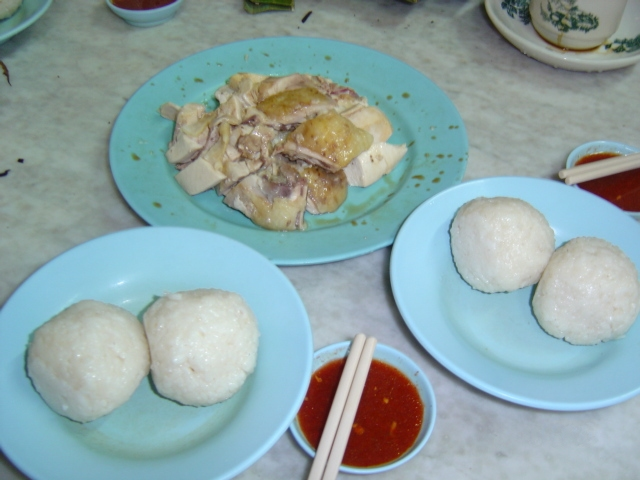
«Курячі рисові кульки», малайзійська варіація курячого рису в Муарі, Джохор, Малайзія
У Малайзії насі аям (буквально «рисова курка» в Бахасі Мелаю) є «кулінарним продуктом» і популярною вуличною їжею, особливо в Іпоху, центрі імміграції гайнанів.
Загальний термін «nasi ayam» може стосуватися декількох варіантів, включаючи смажену та смажену курку, її можна подавати до різноманітних соусів, включаючи барбекю, і може супроводжуватися різноманітними гарнірами, включаючи пропарений рис, а не приправлений «жирний» рис, суп, або курячі субпродукти.
У місті Малакка рис подається в кулях, а не в мисках; Ця страва відома як курячі рисові кульки. Рис на пару формується в кульки розміром з кульки для гольфу і подається поруч з нарізаною куркою.

### Таїланд

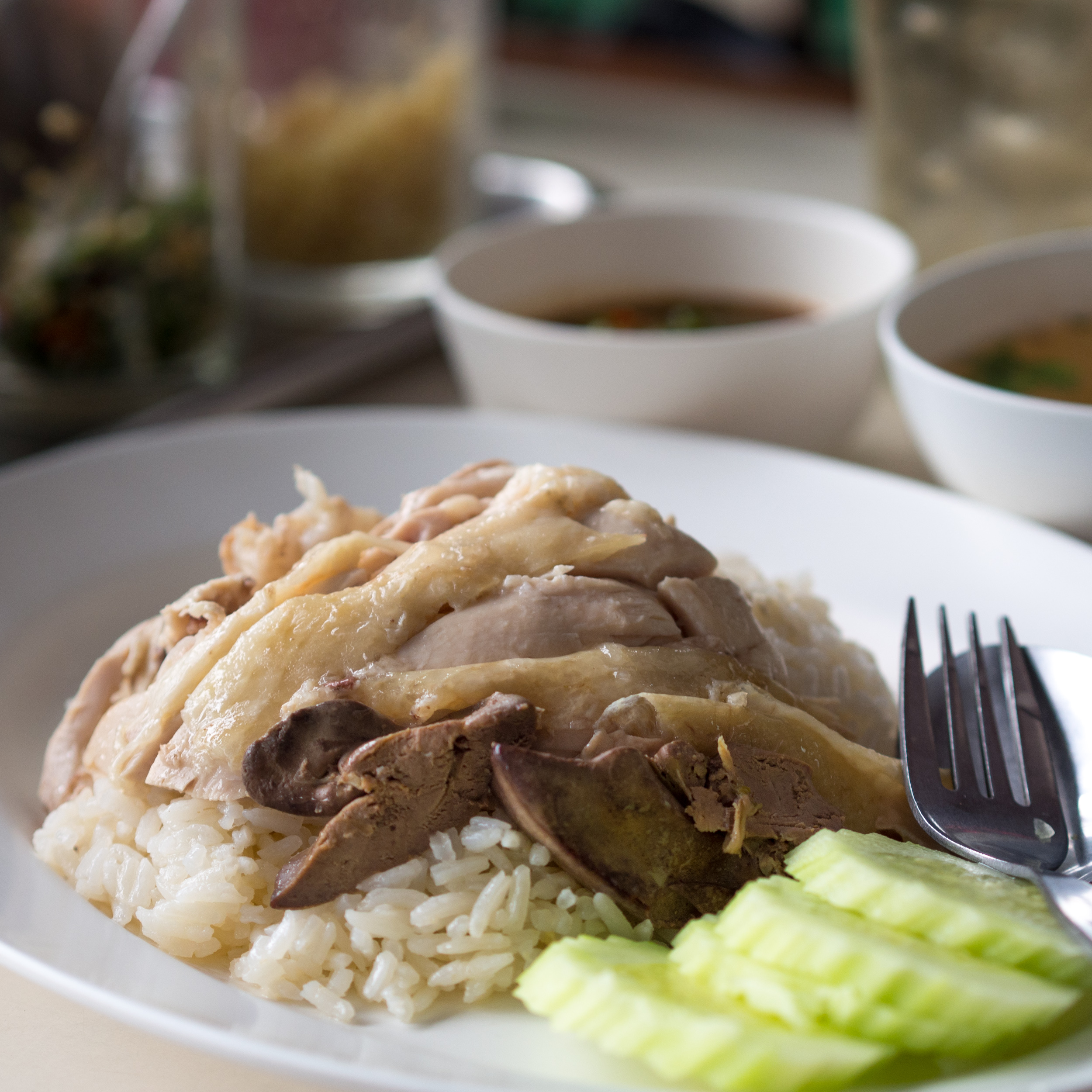
Као Ман Кай, тайська варіація курки по-хайнанськи

Као Ман Кай, тайська варіація для курячого рису по-хайнаньськи
Курячий рис з хайнанської кухні — це поширена страва в Таїланді, де його називають khao man kai (тайський: ข้าวมัน ไก่), буквально означає «рис курячого жиру». Кури, які використовуються в Таїланді для цієї страви, можуть бути курами вільного вигулу місцевих порід, що призводить до отримання піснішої та смачнішої страви, але все частіше використовують м'ясо курчат із великомасштабних птахофабрик. Као Ман Кай подається з гарніром з огірків і зрідка курячим тофу та свіжого коріандру, а також мискою з нам ввечером, прозорим курячим бульйоном, який часто містить нарізаний дайкон. Супровідний соус найчастіше готується з таучу (також відомий як жовта соєва паста), густого соєвого соусу, чилі, імбиру, часнику та оцту.
Одним з відомих мікрорайонів Бангкоку для Khao man kai є Пратунам у районі Ратчатеві, розташованому поруч з Platinum Fashion Mall, CentralWorld та перехрестям Ratchaprasong.

### В'єтнам
Страва відома як В'єтнамська Cơm Gà Hải Nam.

## У популярній культурі
- Khao man kai — сингл Руансака «Джеймс» Лойчусака 1997 року. Бабуся Лойчусака продала Хао Ман кай у рідному Нахон Сі Тхаммарті.
- Райс-рапсодія (альтернативна назва «Курячий рис Хайнань»)[35] (англ. Rice Rhapsody) — сингапурська комедія 2004 року, встановлена в успішному ресторані з курячим рисом в китайському кварталі Сингапуру..
- «Війна з курячим рисом»[36] (англ. Chicken Rice War) — це сингапурська романтична комедійна адаптація Ромео і Джульєтти, в якій представлені дві суперницькі сім'ї курячих рисових риб, в яких закохуються діти.